# Last Flag Flying
Last Flag Flying é um filme de drama estadunidense de 2017 dirigido e escrito por Richard Linklater, baseado na obra homônima de Darryl Ponicsan. Estreou no Festival de Cinema de Nova Iorque em 28 de setembro e conta com Steve Carell, Bryan Cranston e Laurence Fishburne nos papeis principais.

## Elenco
- Steve Carell - Larry "Doc" Shepherd
- Bryan Cranston - Sal Nealon
- Laurence Fishburne - Richard Mueller
- J. Quinton Johnson - Charlie Washington
- Richard Robichaux - Anorak
- Lee Harrington - Jamie
- Cicely Tyson - Mrs. Hightower
- Kate Easton - Jackie
- Deanna Reed-Foster - Ruth Mueller
- Yul Vazquez - Lt Col. Willits
- Graham Wolfe - John Redman
- Ted Watts Jr. - Leland